# Volla
Volla es un municipio italiano localizado en la ciudad metropolitana de Nápoles, región de Campania. Cuenta con 24.007 habitantes en 6,2 km².
Limita con los municipios de Casalnuovo di Napoli, Casoria, Cercola, Nápoles y Pollena Trocchia.

## Evolución demográfica
| Gráfica de evolución demográfica de Volla entre 1861 y 2011 |
|                                                             |
| Fuente ISTAT - elaboración gráfica de Wikipedia             |